# Бережки (Рузский городской округ)
Бережки — деревня в Рузском районе Московской области, входящая в сельское поселение Колюбакинское. Население — 13 чел. (2010). До 2006 года Бережки входили в состав Краснооктябрьского сельского округа.
Деревня расположена на северо-востоке района, примерно в 8 километрах к северо-востоку от пгт Тучково, на левом берегу Москва-реки, высота центра над уровнем моря 155 м. Ближайшие населённые пункты — практически вплотную на юге посёлок Дома отдыха «Тучково» ВЦСПС, Алтыново в 0,7 км на север и Крюково — в 1 км на запад.

## Население
| 2002 | 2006 | 2010 |
| ---- | ---- | ---- |
| 1    | →1   | ↗13  |